# 矢野環
矢野 環（やの たまき、男性、1949年5月24日 -　）は、日本の数学者、茶道研究家、同志社大学文化情報学部教授。専門は数理文献学、茶道・華道・香道史、伝統文化論、応用多変量解析、数学。
京都市生まれ。1972年京都大学理学部卒、77年同大学院理学研究科数学専攻博士課程修了、「b函数の理論について」で理学博士。77年埼玉大学理学部数学科助手、83年助教授、95年教授、2005年同志社大学文化情報学部教授。99年茶道文化学術賞受賞。

## 著書

### 単著
- 『君台観左右帳記の総合研究 茶華香の原点 江戸初期柳営御物の決定』勉誠出版 1999
- 『名物茶入の物語 伝来がわかる、歴史がみえる』淡交社 2008

### 共著
- 『秀吉の智略「北野大茶湯」大検証』竹内順一、田中秀隆、中村修也共著 淡交社 2009

### 翻訳
- C.パリク『数学者ザリスキーの生涯』正木玲子共訳 シュプリンガー・フェアラーク東京 1996

## 論文
- Cinii

## 注
1. ↑  同志社大学研究者情報[リンク切れ]
2. ↑  大日本茶道学会